# Мадона дељи Анђели (Фрозиноне)
Мадона дељи Анђели је насеље у Италији у округу Фрозиноне, региону Лацио.
Према процени из 2011. у насељу је живело 169 становника. Насеље се налази на надморској висини од 432 м.